# Tomislav Pavković
Tomislav Pavković (Zagreb, 1975.) je hrvatski kazališni redatelj.

## Životopis
U Zagrebu završava Klasičnu gimnaziju, a nakon toga studira kroatistiku, komparativnu književnost i teatrologiju na Filozofskom fakultetu u Zagrebu. Potom studira kazališnu režiju i radiofoniju na Akademiji dramske umjetnosti u Zagrebu, a diplomska predstava 'U noći, adaptacija romana Ksavera Šandora Gjalskog nastala u suradnji s kazališnom družinom KUFER, gostovala je na gotovo svim hrvatskim kazališnim festivalima. Režirao je u Požegi, Osijeku, nekoliko zagrebačkih kazališta, te u Hrvatskom narodnom kazalištu u Splitu. Asistent je na Odsjeku za kazališnu režiju i radiofoniju na Akademiji dramske umjetnosti u Zagrebu.

## Ostalo
- "Zbornica" kao nadzornik (2021.)